# Funció anònima
Una funció anònima és una funció o procediment que no està lligat a cap identificador.
S'utilitza en llenguatges de programació que admeten funcions d'ordre superior on les funcions anònimes són expressions, del tipus de la funció, susceptibles de ser passades com a valor.
En el càlcul lambda totes les funcions són anònimes.